# تعدين الكويكبات

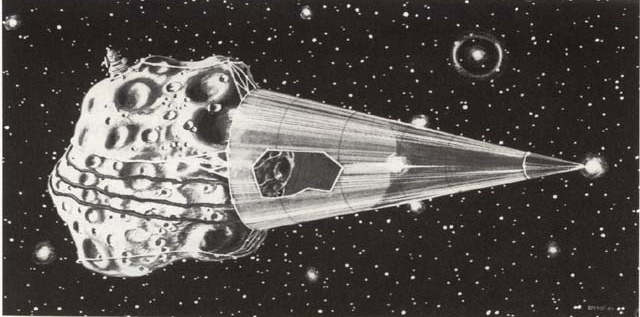
رسم فني لكويكب يتم نقله بواسطة حبل فضائي

التعدين الفضائي أو التنقيب في الكويكبات (بالإنجليزية: Asteroid mining) هو عملية إستغلال المواد الخام من الكويكبات وغيرها من الكواكب الصغيرة بما في ذلك الأجسام القريبة من الأرض. تُستخرج المعادن والمواد المتطايرة من الكويكب أو المذنب وثم تستخدم في صناعة مواد البناء والصواريخ أو تؤخذ إلى الأرض. وتشمل هذه المعادن التي تؤخذ للأرض: الذهب، الإيريديوم، الفضة، الأوزميوم، البلاديوم، البلاتين، الرينيوم، الروديوم، الروثينيوم، والتنغستن. بينما المعادن التي تستخدم في البناء تشمل: الحديد، الكوبالت، المنغنيز، الموليبدينوم، النيكل، الألمنيوم، والتيتانيوم. بالإضافة إلى الهيدروجين والأمونيا والأكسجين للإستخدام في وقود الصواريخ.

## الهدف
بناءً على احتياطيات الأرض المعروفة، والاستهلاك المتزايد في كل من البلدان المتقدمة والنامية، يمكن استنفاد العناصر الأساسية اللازمة للصناعة الحديثة وإنتاج الأغذية على الأرض في غضون 50 إلى 60 عامًا. وتشمل هذه العناصر الفوسفور، الأنتيمون، الزنك، القصدير، الرصاص، الإنديوم، الفضة، الذهب والنحاس. بسبب ذلك، اقترح أن يستخرج البلاتين والكوبالت والعناصر القيمة الأخرى من الكويكبات وإرسالها إلى الأرض من أجل تحقيق الأرباح، وأن تستخدم لبناء الأقمار الاصطناعية العاملة بالطاقة الشمسية والمساكن الفضائية، والمياه المعالجة من الجليد لتزود مستودعات الوقود المدارية.
على الرغم من تركّب الكويكبات والأرض من نفس المواد الأولية، فجاذبية الأرض القوية نسبيًا دفعت جميع العناصر الثقيلة المحبة للحديد «سيديروفيليك» إلى نواتها خلال بداياتها المنصهرة منذ أكثر من أربعة مليارات عام. هذا الأمر ترك القشرة مستنفدة من هذه العناصر القيمة إلى أن غُمرت بأمطار من الكويكبات المصطدمة بها مما أعاد صهر القشرة المستنفدة بمعادن مثل الذهب والكوبالت والحديد والمنغنيز والموليبدنوم والنيكل والأوزميوم والبالاديوم والبلاتين والرينيوم والروديوم والروثينيوم والتنجستن (يحدث بعض التدفق من النواة إلى السطح، على سبيل المثال في مجمع «بوشفيلد إيغنيوس»، وهو مصدر غني مشهور بمعادن مجموعة البلاتين). تستخرج هذه المعادن اليوم من قشرة الأرض، وهي ضرورية للتقدم الاقتصادي والتكنولوجي. وبالتالي، فالتاريخ الجيولوجي للأرض قد يمهد الطريق لمستقبل تعدين الكويكبات.
في عام 2006، أعلن «مرصد كيك» أن ثنائية طروادة للمشتري باتروكلوس 617، وربما أعدادًا كبيرة من كويكبات طروادة التابعة للمشتري الأخرى، قد تكون مذنبات منطفئة وتتكون إلى حد كبير من جليد مائي. وبالمثل، فإن مذنبات عائلة المشتري، وربما الكويكبات القريبة من الأرض التي هي مذنبات منطفئة، قد توفر المياه أيضًا. قد تؤدي عملية استغلال الموارد في الموقع «باستخدام الدفع الفضائي، والإدارة الحرارية، والخزانات، والحماية من الإشعاع، والمكونات الأخرى عالية الكتلة للبنية التحتية الفضائية» إلى تخفيضات جذرية في تكلفتها. وهذا من شأنه أن يعوض الاستثمار الهائل المطلوب في البنية التحتية، لكن هذه الإمكانية غير معروفة.
سيحقق الجليد أحد الشرطين الضروريين لتمكين «التوسع البشري ضمن النظام الشمسي» «الهدف النهائي لرحلات الفضاء البشرية التي اقترحتها لجنة مراجعة خطط رحل الفضاء البشرية للولايات المتحدة الأمريكية «لجنة أوغسطين» لعام 2009»: الاستدامة المادية والاستدامة الاقتصادية.
من منظور علم الأحياء الفلكي، يمكن أن يوفر التنقيب على الكويكبت بيانات علمية للبحث عن الذكاء خارج كوكب الأرض «إس إي تي آي». اقترح بعض علماء الفيزياء الفلكية أنه إذا كانت الحضارات المتقدمة خارج كوكب الأرض تستخدم تعدين الكويكبات منذ فترة طويلة، فقد تكون دلائل هذه الأنشطة قابلة للكشف.

## اختيار الكويكبات
| تغير السرعة «Δv»     | المهمة                                               |
| 8.0 كيلومتر بالثانية | من سطح الأرض للمدار الأرضي المنخفض                   |
| 5.5 كيلومتر بالثانية | من المدار الأرضي المنخفض إلى الكويكب القريب من الأرض |
| 6.3 كيلومتر بالثانية | من المدار الأرضي المنخفض إلى السطح القمري            |
| 8.0 كيلومتر بالثانية | من المدار الأرضي المنخفض إلى قمر المريخ              |

أحد العوامل المهمة التي يجب مراعاتها عند اختيار الهدف هو اقتصاديات المدار، وخاصة التغيير في السرعة (Δv) «دلتا ڤي» ووقت السفر من وإلى الهدف. يجب أن يستهلك المزيد من المواد المحلية المستخرجة كوقود دفع في مسارات ذات التغيرات في السرعة الأعلى «Δv»، وبالتالي تعود حمولة أقل. تعد مسارات «هوهمان» المباشرة أسرع من مسارات «هوهمان» التي يساعدها المرور بمحاذاة الكويكبات والقمر أو القمر فقط، والتي بدورها تكون أسرع من تلك الخاصة بشبكة النقل بين الكواكب، لكن تقليل وقت النقل يأتي على حساب متطلبات زيادة التغيير في السرعة Δv.
تعتبر الفئة الفرعية للأجسام التي يمكن استردادها بسهولة «إي آر أو» من الكويكبات القريبة من الأرض مرشحًا محتملًا لنشاط التعدين المبكر. إن تغير السرعة الخاص بها «Δv» منخفض، ما يجعلها مناسبة لأن تستخدم في استخراج مواد البناء للمرافق الفضائية القريبة من الأرض، ما يقلل بشكل كبير من التكلفة الاقتصادية لنقل الإمدادات إلى مدار الأرض.
يوضح الجدول أعلاه مقارنة لمتطلبات تغير السرعة «Δv» لمختلف البعثات. فيما يتعلق بمتطلبات طاقة الدفع، فإن المهمة إلى كويكب قريب من الأرض تملك الأفضلية بمهام التعدين البديلة.
مثال على هدف محتمل في رحلة استكشافية أولية لاستكشاف الكويكب هو 4660 نيريوس، من المتوقع أن يكون مكونًا من الإنستاتيت بنسبة كبيرة. هذا الجرم لديه تغير سرعة منخفض جدًا مقارنة برفع المواد من سطح القمر. ومع ذلك يتطلب الأمر رحلة ذهابًا وإيابًا أطول بكثير لإعادة المواد.
حددت أنواع متعددة من الكويكبات، لكن الأنواع الثلاثة الرئيسية تشمل الكويكبات من النوع «سي» والنوع «أس» والنوع «أم» من الكويكبات:
1. تحتوي كويكبات النوع «سي» على وفرة من المياه غير المفيدة حاليًا في التعدين، لكن يمكن استخدامها في جهود الاستكشاف التي تتجاوز الكويكب. يمكن تخفيض تكاليف المهمة باستخدام المياه المتاحة من الكويكب. تحتوي الكويكبات من النوع «سي» أيضًا على الكثير من الكربون العضوي والفوسفور والمكونات الرئيسية الأخرى للأسمدة التي يمكن استخدامها لزراعة الطعام.[22]
2. تحمل الكويكبات من النوع «إس» القليل من الماء ولكنها تبدو أكثر جاذبية لأنها تحتوي على العديد من المعادن بما في ذلك: النيكل والكوبالت والمعادن الأكثر قيمة مثل الذهب والبلاتين والروديوم. يحتوي كويكب صغير من نوع «أس» طوله 10 أمتار على حوالي 650,000 كيلو غرام (1433000 رطل) من المعدن مع 50 كيلو غرام (110 رطل) من معادن نادرة مثل البلاتين والذهب.[22]
3. كويكبات النوع «أم» نادرة ولكن تحتوي على 10 أضعاف كمية المعادن مقارنة بكويكبات النوع «إس».[22]

حُددت مجموعة من الأجسام التي يمكن استرجاعها بسهولة «إيرو إس» من قبل باحثين في عام 2013. تتكون المجموعة المحددة الأولية من 12 من الكويكبات، والتي يمكن تعدينها جميعًا باستخدام تكنولوجيا الصواريخ الحالية. من بين 9000 من الكويكبات التي بُحث عنها في قاعدة بيانات الأجسام القريبة من الأرض «نيو»، يمكن إدخال جميع هذه الكويكبات الإثني عشر في مدار يمكن الوصول إليه من الأرض عن طريق تغيير سرعتها بأقل من 500 متر في الثانية (1800 كيلو متر بالساعة؛ 1100 ميل في الساعة). يتراوح حجم الكويكبات الإثني عشر من 2 إلى 20 متر (10 إلى 70 قدم).